# Référendum danois de 1986
Le référendum danois de 1986 est un référendum organisé au Danemark et ayant eu lieu le 27 février 1986. Celui-ci porte sur la signature à l'Acte unique européen.
Le taux de participation est de 75,4 % avec 2 927 652 votants pour un corps électoral de 3 883 429 personnes. 56,2 % des votants ont répondu favorablement à la question posée soit 1 629 786 personnes. 43,8 % des votants n'ont pas souhaité cette adhésion soit 1 268 483 personnes.
À la suite de ce résultat, le Danemark signe l'Acte les 17 et 28 février 1986, qui entre en vigueur le 1er juillet 1987.